# UK-puisto–Sompio–Kemihaara
UK-puisto–Sompio–Kemihaara este o arie protejată (arie specială de conservare — SAC, sit de importanță comunitară — SCI, arie de protecție specială avifaunistică — SPA) din Finlanda întinsă pe o suprafață de 309.522 ha, integral pe uscat.

## Localizare
Centrul sitului UK-puisto–Sompio–Kemihaara este situat la coordonatele 68°09′44″N 28°16′48″E / 68.1622°N 28.28°E.

## Înființare
Situl UK-puisto–Sompio–Kemihaara a fost declarat sit de importanță comunitară în august 1998 pentru a proteja 7 specii de plante și 41 de specii de animale. Alte tipuri de protecție:
- arie de protecție specială avifaunistică (în august 1998)[2]
- arie specială de conservare (în aprilie 2015)[1][3][4]

## Biodiversitate
Situată în ecoregiunea boreală, aria protejată conține 24 de habitate naturale: Mlaștini turboase de tranziție și turbării mișcătoare, Izvoare fino-scandinave și mlaștini produse de izvoare bogate în minerale, Izvoare petrifiante cu formare de travertin (Cratoneurion), Mlaștini alcaline, Turbării Aapa, Grohotișuri silicioase de la nivelul montan până la nivelul zăpezii (Androsacetalia alpinae și Galeopsietalia ladani), Pante stâncoase silicioase cu vegetație casmofită, Taiga vestică, Păduri nordice subalpine/subarctice cu Betula pubescens ssp. czerepanovii, Păduri fino-scandinave bogate în ierburi cu Picea abies, Păduri de conifere pe eskere fluvioglaciare sau legate la acestea, Păduri caducifoliate de mlaștină fino-scandinave, Mlaștini împădurite, Păduri aluvionare cu Alnus glutinosa și Fraxinus excelsior (Alno-Padion, Alnion incanae, Salicion albae), Ape oligotrofe din câmpii nisipoase, cu un conținut foarte redus de minerale (Littorelletalia uniflorae), Lacuri și iazuri distrofice naturale, Râuri naturale fino-scandinave, Râuri de munte și vegetația erbacee de pe malurile acestora, Cursuri de apă de la nivel de câmpie la nivel montan, cu vegetație Ranunculion fluitantis și Callitricho-Batrachion, Pajiști alpine și boreale, Tufărișuri subarctice cu Salix spp., Pajiști boreale și alpine pe substrat silicios, Pajiști fino-scandinave uscate până la mezice, bogate în specii de altitudine mică, Turbării active.
La baza desemnării sitului se află mai multe specii protejate:
- plante (7): Arctagrostis latifolia, Carex holostoma, Hamatocaulis vernicosus, Meesia longiseta, Moehringia lateriflora, Ranunculus lapponicus, ochii-șoricelului (Saxifraga hirculus)
- păsări (36): minunița (Aegolius funereus), fâsă roșiatică (Anthus cervinus), ciuf de câmp (Asio flammeus), cocoșul de mesteacăn (Bonasa bonasia), buha (Bubo bubo), prundaș de nămol (Calidris falcinellus), bătăuș (Calidris pugnax), fugaci pitic (Calidris temminckii), mierla de apă (Cinclus cinclus), erete vânăt (Circus cyaneus), gușă vânătă (Cyanecula svecica), lebădă de iarnă (Cygnus cygnus), ciocănitoare neagră (Dryocopus martius), Emberiza rustica, Eudromias morinellus, șoim de iarnă (Falco columbarius), vânturel roșu (Falco tinnunculus), cufundar polar (Gavia arctica), ciuvică (Glaucidium passerinum), cocor (Grus grus), becațină mică (Lymnocryptes minimus), Lyrurus tetrix tetrix, Mergellus albellus, codobatura galbenă (Motacilla flava), pietrar sur (Oenanthe oenanthe), notatița cu ciocul subțire (Phalaropus lobatus), Phylloscopus borealis, ciocănitoare de munte (Picoides tridactylus), ploier auriu (Pluvialis apricaria), Sterna paradisaea, Strix nebulosa, Surnia ulula, măcăleandru albastru (Tarsiger cyanurus),  cocoș de munte (Tetrao urogallus), fluierar negru (Tringa erythropus), fluierar de mlaștină (Tringa glareola)
- mamifere (2): gluton (Gulo gulo), vidră de râu (Lutra lutra)
- nevertebrate (3): Aradus angularis, Stephanopachys substriatus, Xestia borealis

Pe lângă speciile protejate, pe teritoriul sitului au mai fost identificate 7 specii de plante, 3 specii de mamifere, 6 specii de nevertebrate, 10 specii de pești.